# A Classical
『A Classical』（エー・クラシカル）は、日本の歌手・浜崎あゆみのリミックス・アルバム。2013年1月8日にavex traxより発売された。タイトルの頭文字の「A」はロゴ表記。

## 解説
浜崎あゆみのデビュー15周年を記念した5ヶ月連続リリースの第3弾。リミックス・アルバムとしては2011年の『ayu-mi-x 7』以来、2年ぶりとなり、クラシック・アルバムとしては2005年の『MY STORY Classical』以来、7年9ヶ月ぶりのリリースである。
本作の監修は山下康介が務めた。収録曲はフルオーケストラの生演奏でリアレンジされている。

## チャート成績
本作はオリコン週間アルバムランキングで首位に初登場した。浜崎のリミックス・アルバムの首位は『SUPER EUROBEAT presents ayu-ro mix 2』以来2作目。クラシックアルバムの1位は、2000年のコンピレーション『image』以来12年4ヶ月ぶり史上2作目で、初登場での獲得はオリコン史上初の記録となった。

## 収録曲
1. ℳ "A Classical ver." [4:27]
Arrangement：Kosuke Yamashita
原曲は19thシングル。
2. Love song "A Classical ver." [4:17]
Arrangement：Kosuke Yamashita
原曲は12thアルバム「Love songs」収録曲。
3. SEASONS "A Classical ver." [4:15]
Arrangement：Hiromitsu Ishikawa
原曲は16thシングル。
4. You & Me "A Classical ver." [5:27]
Arrangement：Hiromitsu Ishikawa
原曲は6thベストアルバム「A SUMMER BEST」収録曲。
5. BLUE BIRD "A Classical ver." [4:24]
Arrangement：Yuya Mori
原曲は40thシングル。
6. Days "A Classical ver." [5:07]
Arrangement：Hideaki Haginomori
原曲は44thシングル。
7. Voyage "A Classical ver." [5:08]
Arrangement：Sayaka Yamamoto
原曲は28thシングル。
8. Song 4 u "A Classical ver." [3:48]
Arrangement：Natsumi Kameoka
原曲は3rdミニアルバム「LOVE」収録曲。
9. Missing "A Classical ver." [4:58]
Arrangement：Kosuke Yamashita
原曲は3rdミニアルバム「LOVE」収録曲。
10. Dearest "A Classical ver." [5:26]
Arrangement：Yuhei Kobayashi
原曲は24thシングル。

『犬夜叉 完結編』の第8話にて伴奏のみBGMとして使用。